# Contisuyo
Contisuyo (em Língua quéchua : Kunti= Oeste Suyu= território ,  'Território Oeste' ou 'Território dos Kuntis').  Foi Suyu do Império Inca (Tahuantinsuyo), ocupava a região sudoeste de Cusco até chegar à costa, compreendendo atualmente a Região de Arequipa  e parte da Região de Ica. Era o menor suyu de todos. Junto com o Collasuyo , formava o Hurin Suyukuna ou terras inferiores do império. . Consistia quase totalmente de terras desertas habitadas principalmente por etnias pukinas (estas etnias eram chamadas de kuntis pelos incas  e eram formadas principalmente pelos Urus,  pelos Puquinas,  e pelos Pukaras )

## Wamani
Cada suyu dividia-se em Wamanis ou províncias. . O Contisuyo é constituído dos seguintes Wamanis:
- Acari
- Moquegua
- Angares ou Angar , próximo a Puquio
- Arequipa ou Ariqipa
- Atico
- Aimarás
- Camaná, habitada pela etnia Maje
- Caravelí
- Cabana ou Qhawana
- Andahuaylas ou Andawaylla, também chamado de  Chanca ou Chanka .
- Chilque, cujos habitantes tinham os mesmos privilégio dos "Incas"
- Choclococha ou Chuqlluqucha na região de Huancavelica
- Chocoruo ou Chukurpu
- Chumbivilca ou Chumpiwillka
- Cotahuasi ou Kutawasi incluindo Alca (Allqa) e  Aruni
- Cotabamba ou Kutapampa
- Huanca ou Warka
- Ica ou Ika
- Nazca ou Naska
- Ocoña ou Ukhuña
- Parinacochas ou Pariwanaqucha
- Quichuas ou Qhichwa
- Quilca ou Qillqa
- Lucana, Rucana ou Ruk'ana
- Sora
- Vilca ou Willka
- Yanahuara ou Yanawara, cujos habitantes tinham os mesmos privilégio dos "Incas"
- Yauca ou Yawka